# ジェシカ・コーフィール
ジェシカ・コーフィール（Jessica Cauffiel 1976年3月30日 - ）は、アメリカ合衆国の女優、歌手。
デトロイト出身。父親は実録犯罪専門のノンフィクション作家、テレビプロデューサー。ミシガン大学傘下の音楽・演劇学校でミュージカルとジャズ・ボーカルを学ぶ。
女優のほか、ジャズ・ブルース歌手としても活動している。
2012年には、初めてドキュメンタリー番組のプロデュースを手掛けた。

## 主な出演作品
- アウト・オブ・タウナーズ The Out-of-Towners (1999)
- そりゃないぜ!? フレイジャー Frasier (1999) テレビドラマ、ゲスト出演
- ロード・トリップ Road Trip (2000)
- ルール2 Urban Legends: Final Cut (2000)
- バレンタイン Valentine (2001)
- キューティ・ブロンド Legally Blonde (2001)
- プリティ・イン・ニューヨーク You Stupid Man (2002)
- キューティ・ブロンド/ハッピーMAX Legally Blonde 2: Red, White & Blonde (2003)
- ふたりにクギづけ Stuck on You (2003)
- 最凶女装計画 White Chicks (2004)
- 恋のミニスカウエポン D.E.B.S. (2004)
- ゲス・フー/招かれざる恋人 Guess Who (2005)
- 世界最速のインディアン The World's Fastest Indian (2005)
- マイネーム・イズ・アール My Name Is Earl (2006 - 2007) テレビドラマ、ゲスト出演